# グランドプリンスホテル新高輪

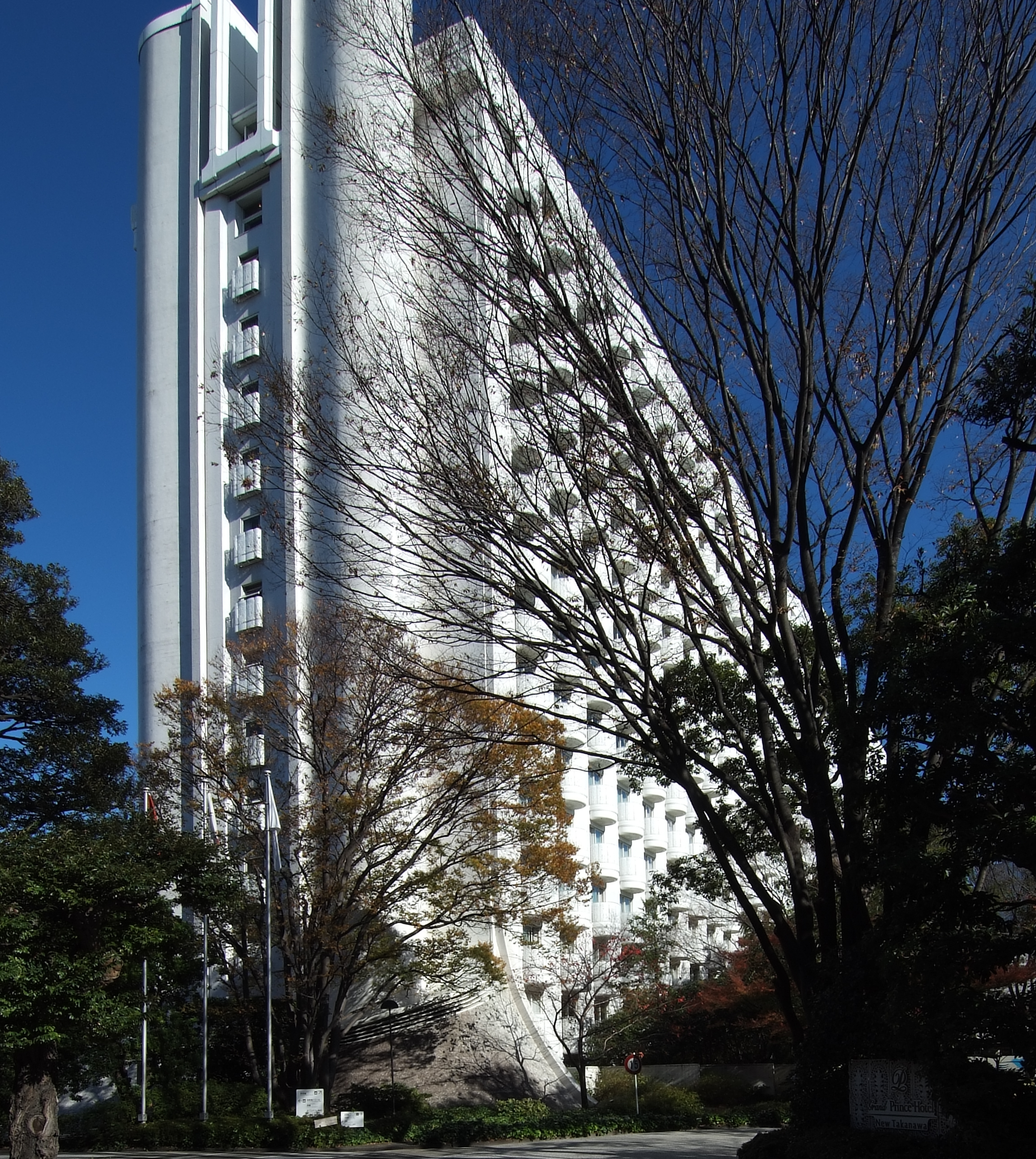
グランドプリンスホテル新高輪（客室棟）

グランドプリンスホテル新高輪（グランドプリンスホテルしんたかなわ、英称:Grand Prince Hotel Shin Takanawa）とは、東京都港区高輪にあるホテルである。グランドプリンスホテルの一つ。当初の英称はGrand Prince Hotel New Takanawaだったが、2019年10月1日をもって、Grand Prince Hotel Shin Takanawaに変更された。

## 概要

### 高輪地区プリンスホテルの1つ
1982年に高輪ゴルフセンター（現在の品川プリンスホテルの施設とは異なる）の跡地に新高輪プリンスホテルとして開業した。設計は建築家村野藤吾が手掛けた。村野の晩年の代表作であり、傑作の1つとされる。なお建物はホテルとして採算が取れなかった場合、賃貸アパートとして使用されることを前提に、2室を1室に容易に改造できるよう設計された。1990年には旧北白川宮邸跡に「国際館パミール」が開設された。
ホテル本体は客室が存在する「客室棟」とレストラン等が存在する「レストラン棟」に区切られている。宴会場の大半は「国際館パミール」に集中しているが、後述の「飛天」など一部の宴会場はホテル内に存在する。
2007年にグランドプリンスホテル新高輪に改称され、グランドプリンスホテル高輪、ザ・プリンス さくらタワー東京と共に高輪地区の同一の敷地に位置する3つのホテルの1つとなった。これらの中では2番目に完成し、客室数が900室以上である等最大規模となっている。上記3つのホテルは回遊式の広大な日本庭園で接続されている。

### 宴会場
- 飛天

大宴会場「飛天」がフジテレビ系の音楽特番『FNS歌謡祭』（1991年 - 1995年、1998年 - 2019年、2022年 - ※2015年以降の2DAYS移行後は第1夜のみ）や、複数のテレビ局が同時生中継する『ももいろ歌合戦』（2020年のみ）、プロフェッショナル統一全日本ダンス選手権大会などの会場として使用される。オープンして間もなくの1983年4月に、フリオ・イグレシアスのディナーショーが開催されたのをきっかけに当地はディナーショーのメッカとなった。なお「国際館パミール」をはじめ、館内の宴会場の名称は井上靖の命名である。

#### 国際館パミール
国際館パミールは本ホテルに隣接する別棟であって、建物の大半を宴会場で占められており、グランドプリンスホテル新高輪本館と連絡通路でつながれている。また、3階の北辰•崑崙の両宴会場は宴会場の規模として日本有数である。
また日本アカデミー賞授賞式、プロ野球ドラフト会議、1996年アトランタオリンピックの開催を決めた1990年の第96次IOC総会などの会場として使用され、大規模な集会やイベントが多く開催される。
- 3階
  - 北辰
  - 崑崙
- 2階
  - 松葉、青葉、若葉、若草、若芝
- 1階
  - 瑞光、旭光、暁光、王庭、黄玉、青玉、紅玉、白玉

### 改装
2016年にグランドプリンスホテル高輪が改装のため休業していたことに伴い、当ホテルも同年に営業を継続しつつ改装を行い、ロビーや一部のレストラン等がリニューアルされている。
更に2018年には、高層階（15F及び16F）のクラブフロア宿泊者向けラウンジを、これまでの16階から1階への移設も行っている。
しかし西武HDは同ホテルを2026年度末で営業終了し、2032年度にB-1地区再開発事業の完成を目指すとしている

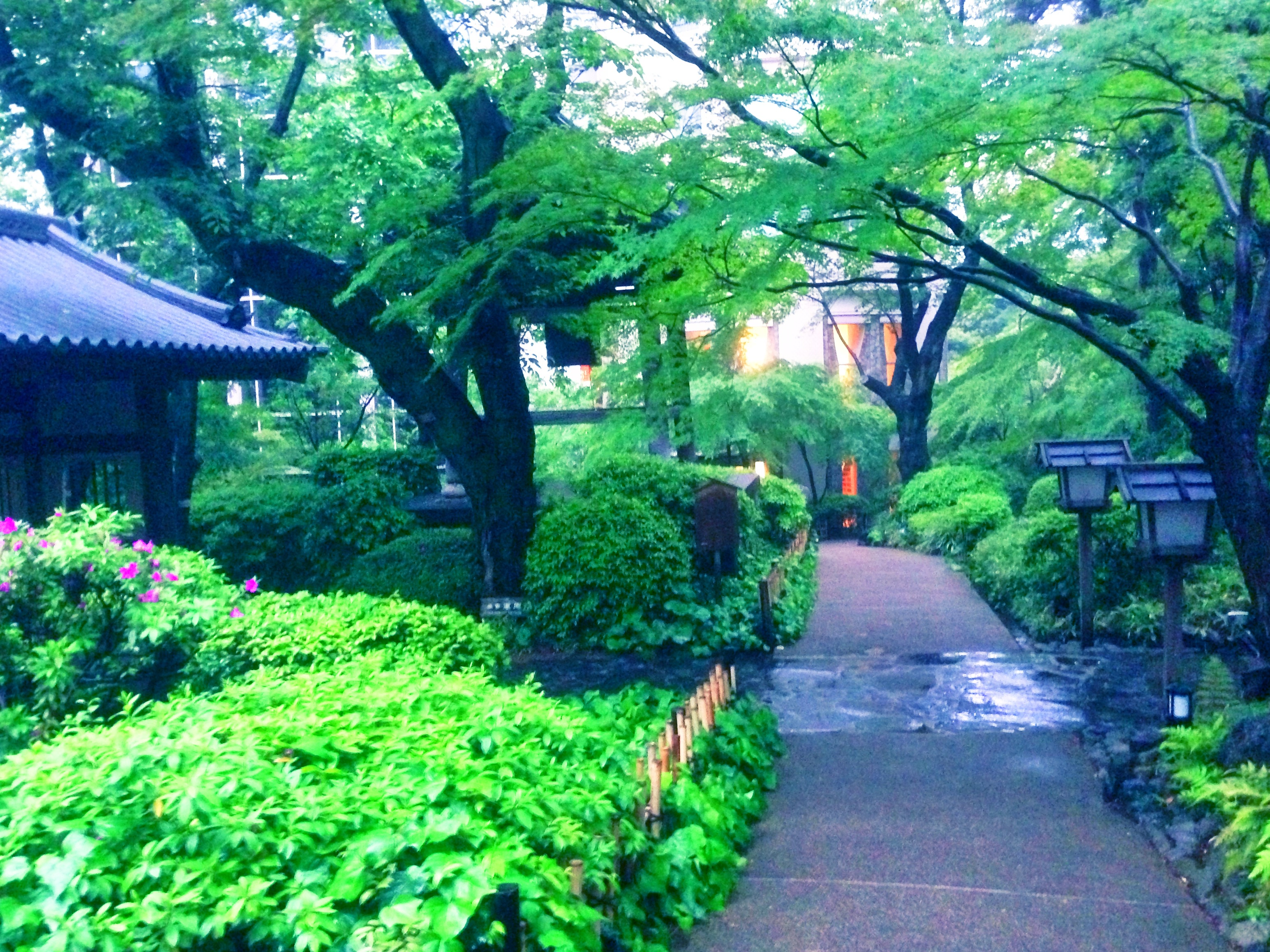
グランドプリンスホテル新高輪、グランドプリンスホテル高輪、さくらタワーの庭園
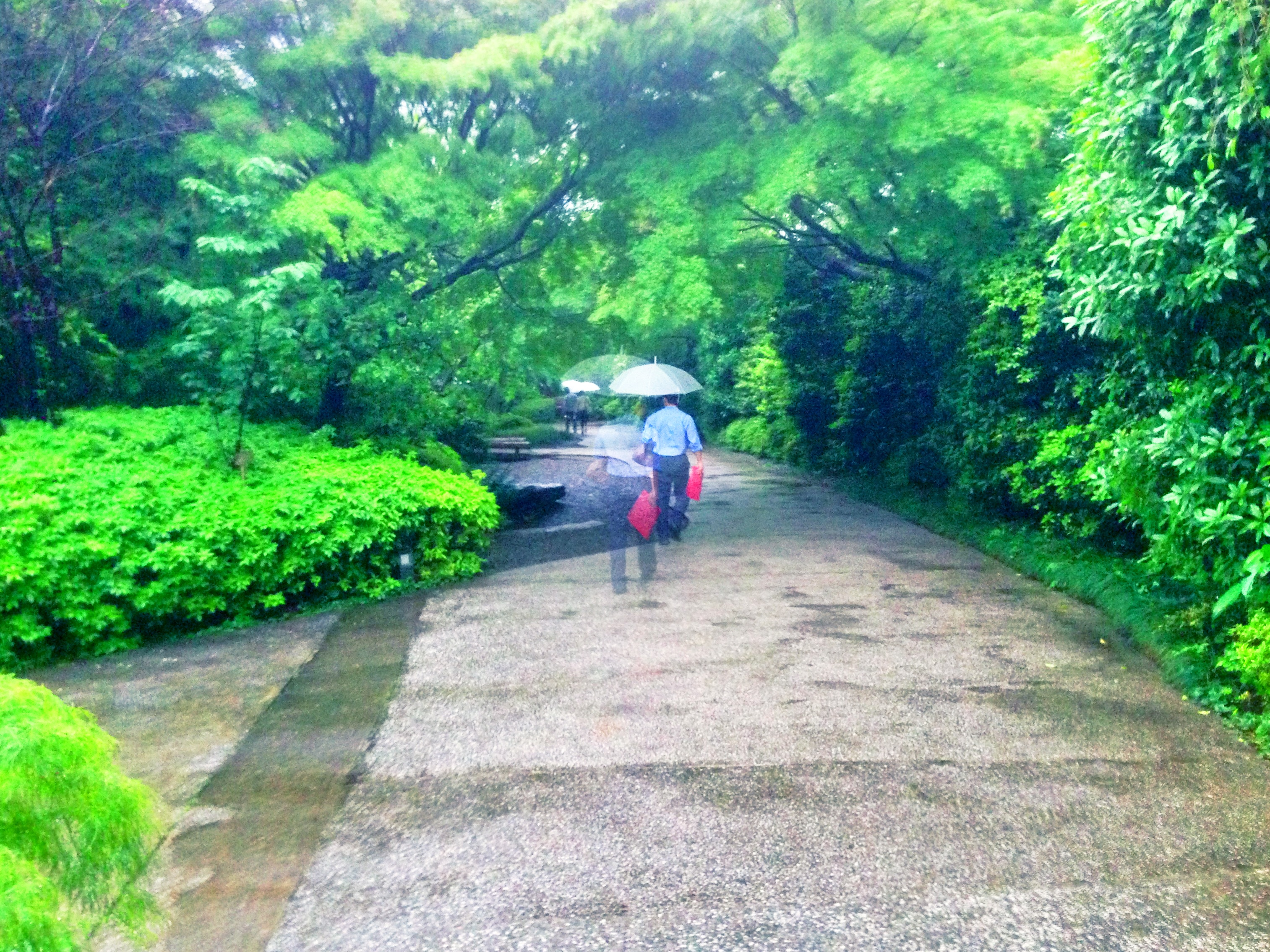
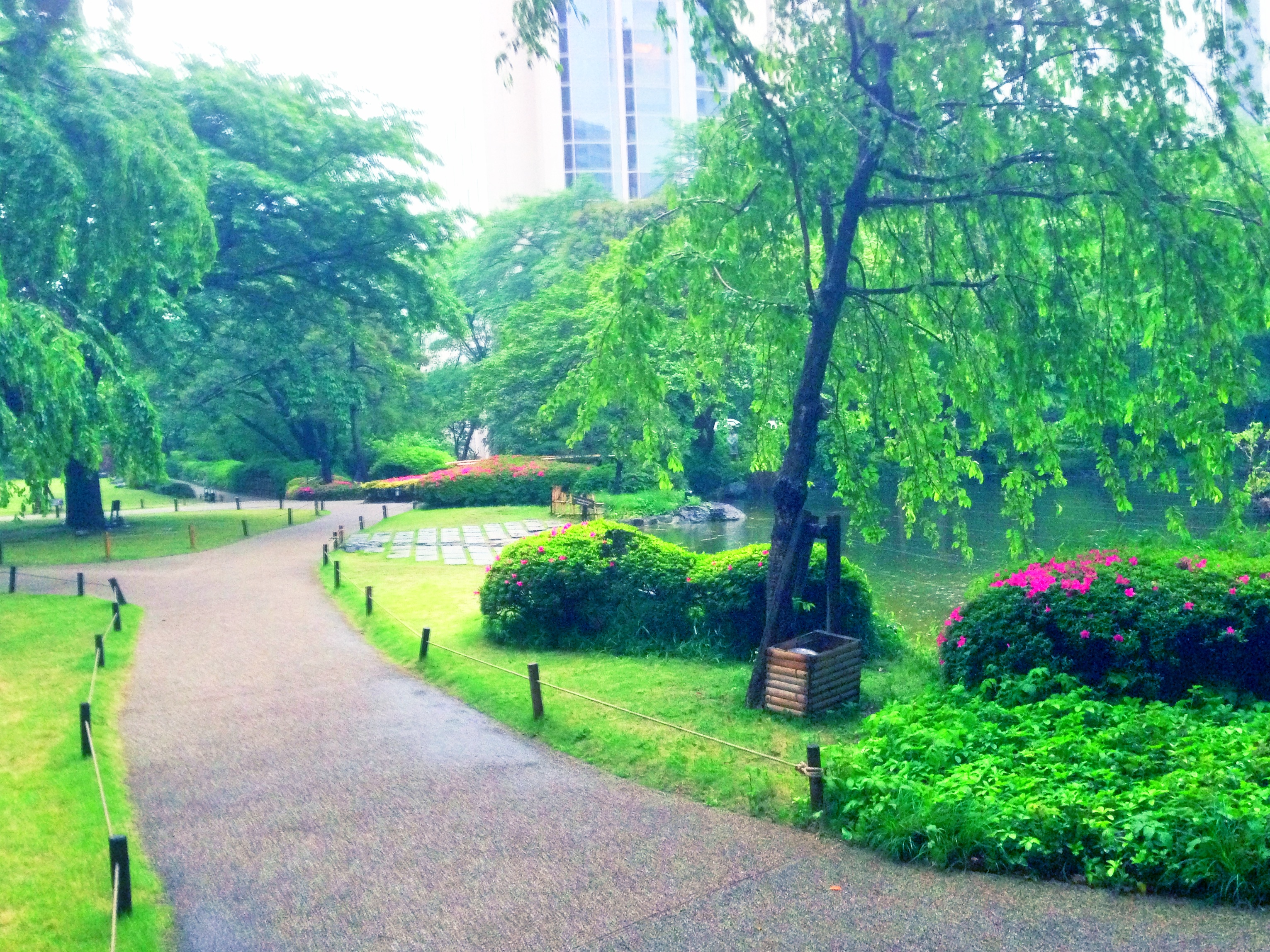
正面奥の建物は、ザ・プリンス さくらタワー東京
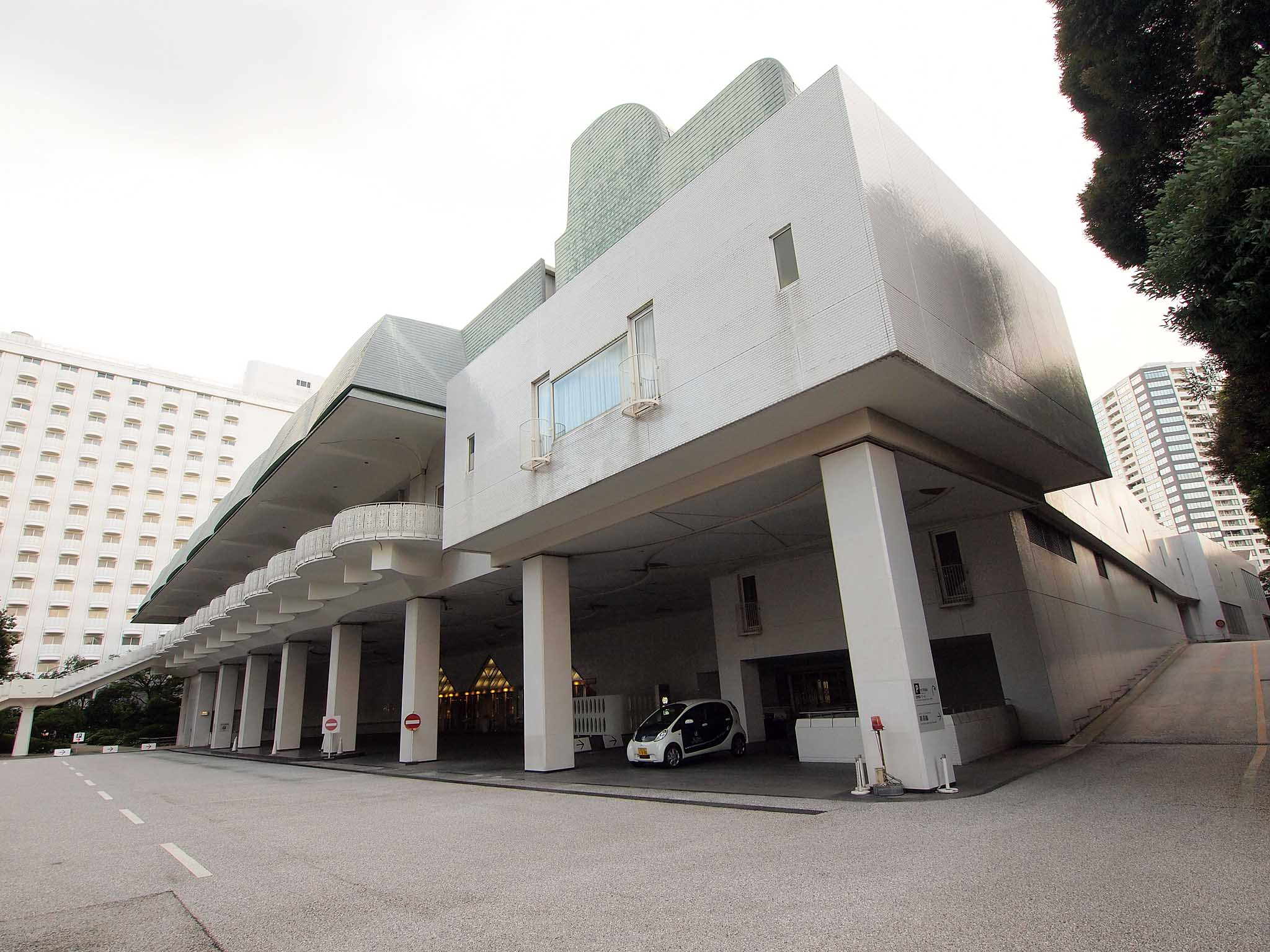
国際館パミール

## 日教組全体集会拒否問題
2007年11月、日教組の集会への使用を一方的に契約破棄。予約した宿泊も拒否した。日教組側が仮処分申請を起こし、東京地裁、東京高裁でホテル側が敗訴したが、裁判所の決定に従わなかった。2009年3月17日、警視庁が、渡辺幸弘社長ら幹部4人を旅館業法違反容疑で書類送検。東京地検は2010年7月、起訴猶予処分とした。